# Hyacinthe Cartuyvels

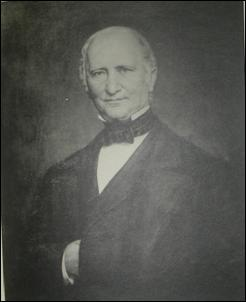
Hyacinthe Cartuyvels

Hyacinthe Cartuyvels (Ligney 22 september 1805 - Luik 18 januari 1890) was lid van het Belgisch Nationaal Congres en magistraat.

## Levensloop
Cartuyvels, pas 25, was nog stagiair aan de balie toen hij werd verkozen tot plaatsvervangend lid van het Nationaal Congres voor het arrondissement Luik. Op de valreep, op 18 juni 1831, werd hij effectief lid, als opvolger van Michel-Laurent de Selys Longchamps. Meteen werd hij de jongste die in deze Assemblee zitting had gehad.
Hij nam deel aan een van de essentiële stemmingen, die over de aanvaarding van het Verdrag der XVIII artikelen. Cartuyvels stemde voor de aanvaarding en hield een uitgebreide redevoering om de argumenten te geven die hem hiertoe leidden, in tegenstelling tot andere vertegenwoordigers uit het Luikse. Hij bleek overtuigd te zijn dat het in de onderhandelingen nog wel zou meevallen en zowel Luxemburg als Limburg tot in Venlo bij België zouden kunnen blijven.
Hij keerde vervolgens naar het burgerleven terug en werd magistraat, het ambt dat hij 60 jaar lang zou uitoefenen. Hij werd eerst rechter in Verviers, vervolgens in Hoei, om in 1834 rechter bij de rechtbank van eerste aanleg in Luik te worden. Gedurende een kwarteeuw was hij onderzoeksrechter. Hij werd in 1861 raadsheer bij het hof van beroep en kamervoorzitter.
Cartuyvels was een man van de goede werken en een overtuigd christen. Met enkele vrienden stichtte hij het eerste Luikse genootschap van Sint-Vincentius a Paulo.
Een van zijn kinderen was Mgr. Cartuyvels, die vicerector werd van de Katholieke Universiteit Leuven.